# 岛根县立护理短期大学
岛根县立护理短期大学（日语：／ Shimane Kenritsu Kango Tanki Daigaku *）是過去一所位于日本岛根县出云市的公立短期大学。

## 概要

### 简介
- 学校最早可以追溯到1951年[1]。短期大学为于1995年开办[1]、由岛根县经营。招生到2006年[2]、正式停办于2010年[2]。

### 历史
- 1995年 岛根县立护理短期大学成立并同时设置一个学科即护理学科[1]。
- 1998年 以下两个专攻成立在专科
  - 地区护理学专攻[注 1]
  - 助产学专攻[1]。
- 2006年 短期大学招生最后、次年合并为岛根县立大学短期大学部[2]。
- 2010年 今年9月16日正式停办[1]。

## 学校环境
- 校区：在了岛根县出云市

## 历任校长
- 恒松德五郎：第一代短期大学校长[3]。

## 组织

### 学科
- 护理学科

### 专科
| - 地区护理学专攻 - 助产学专攻 |

### 业余课程
| - 没有 |

## 相关链接
- 日本短期大学列表
- 岛根县立岛根女子短期大学：已停办
- 岛根县立国际短期大学：已停办